# Archithosia tryphosa
Archithosia tryphosa là một loài bướm đêm thuộc phân họ Arctiinae, họ Erebidae.